# Großwaltersdorf
Koordinaten: 50° 47′ N, 13° 16′ O
Großwaltersdorf ist ein Reihendorf mit etwa 1000 Einwohnern im sächsischen Landkreis Mittelsachsen. Seit dem 1. Oktober 1998 ist Großwaltersdorf ein Teil der Gemeinde Eppendorf mit eigenem Ortschaftsrat.

## Geografie

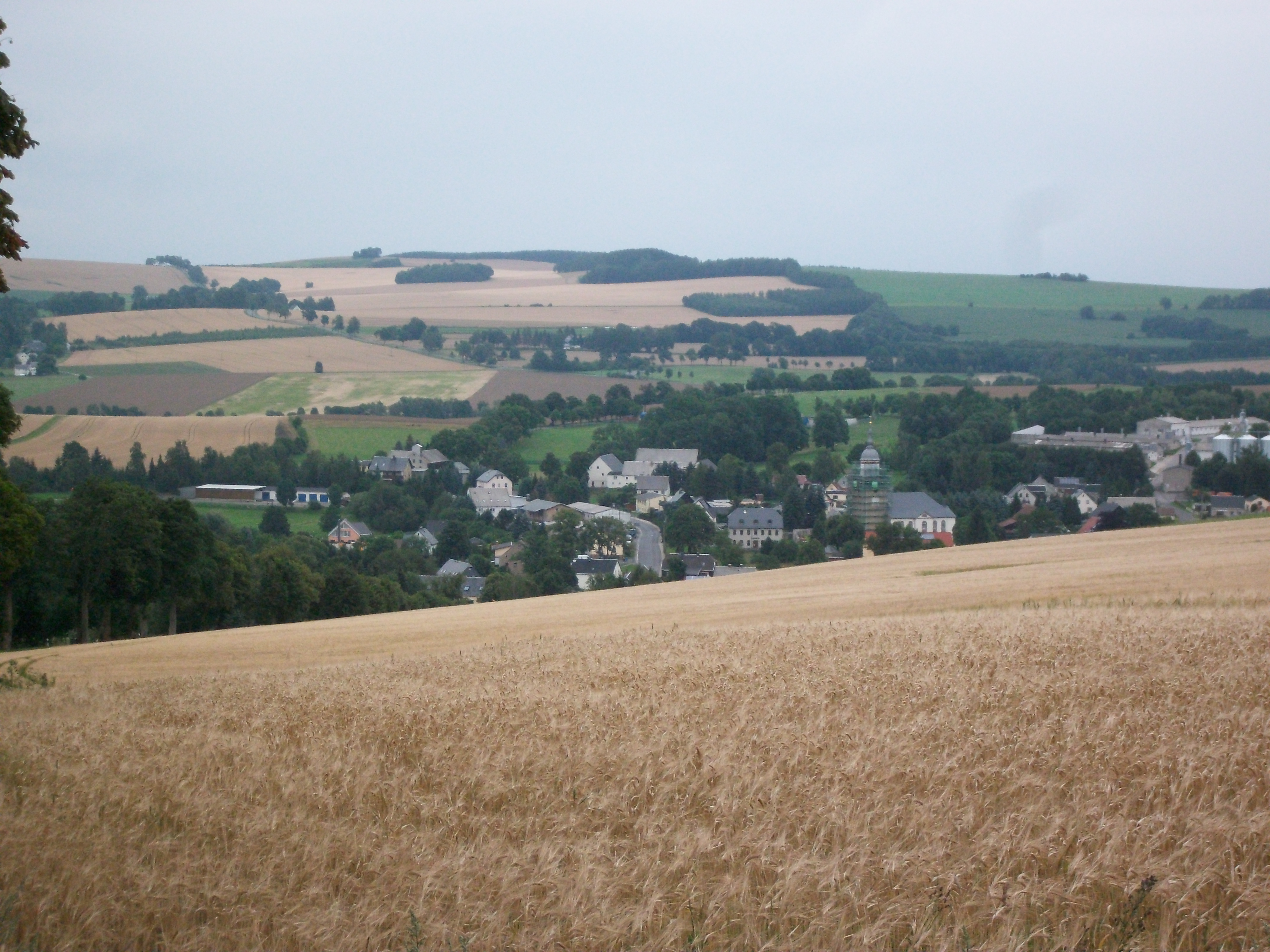
Großwaltersdorf (2017)

Der Ort Großwaltersdorf liegt im unteren Erzgebirge auf 450 bis 525 m ü. NN, etwa 25 Kilometer östlich von Chemnitz und 15 Kilometer südlich von Freiberg. Großwaltersdorf erstreckt sich entlang dem Oberlauf der Großen Lößnitz, einem rechten Nebenfluss der Flöha. Die Fläche der Gemarkung Großwaltersdorf beträgt 12,25 km².

## Geschichte

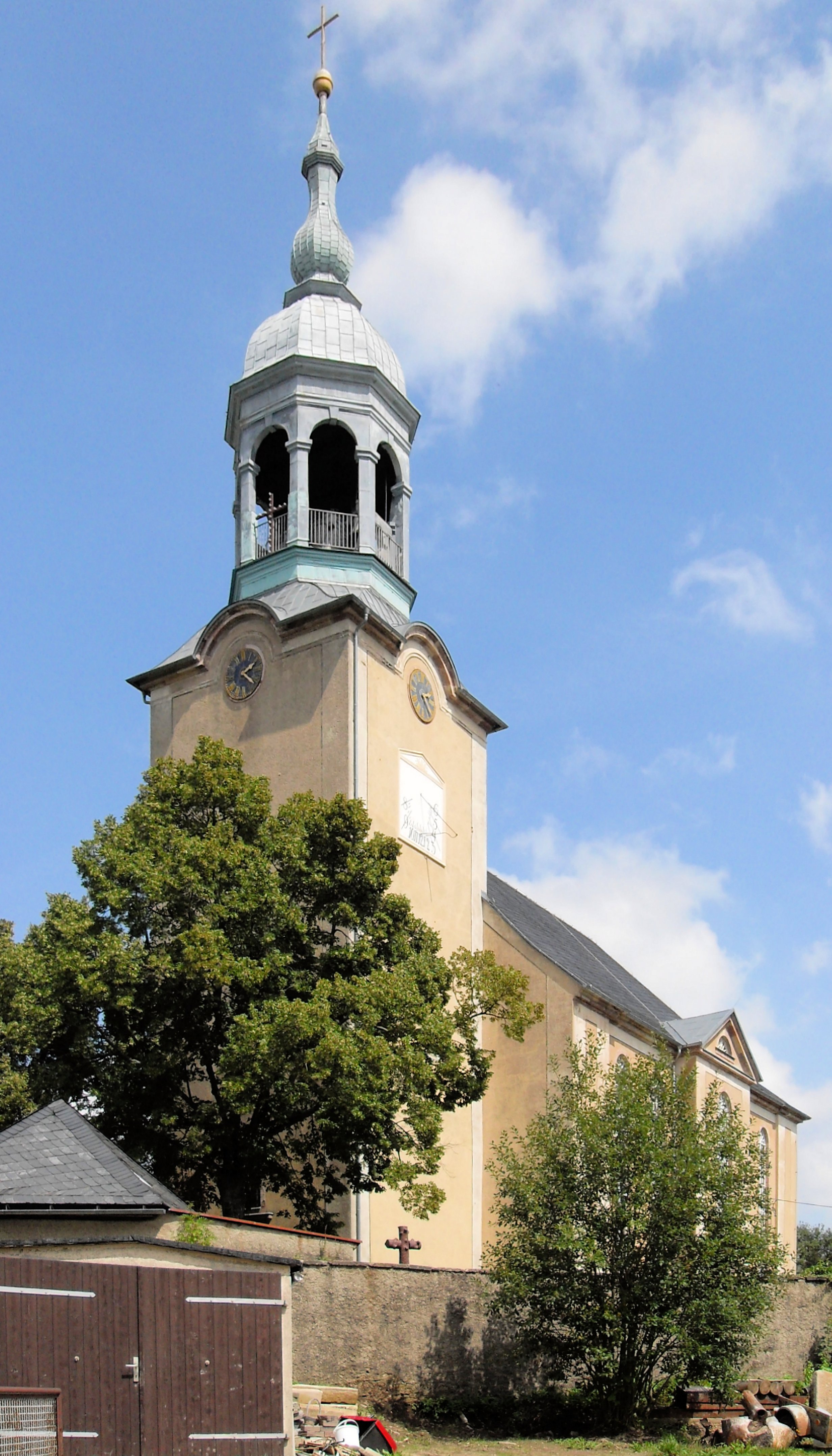
Südwestseite der Kirche

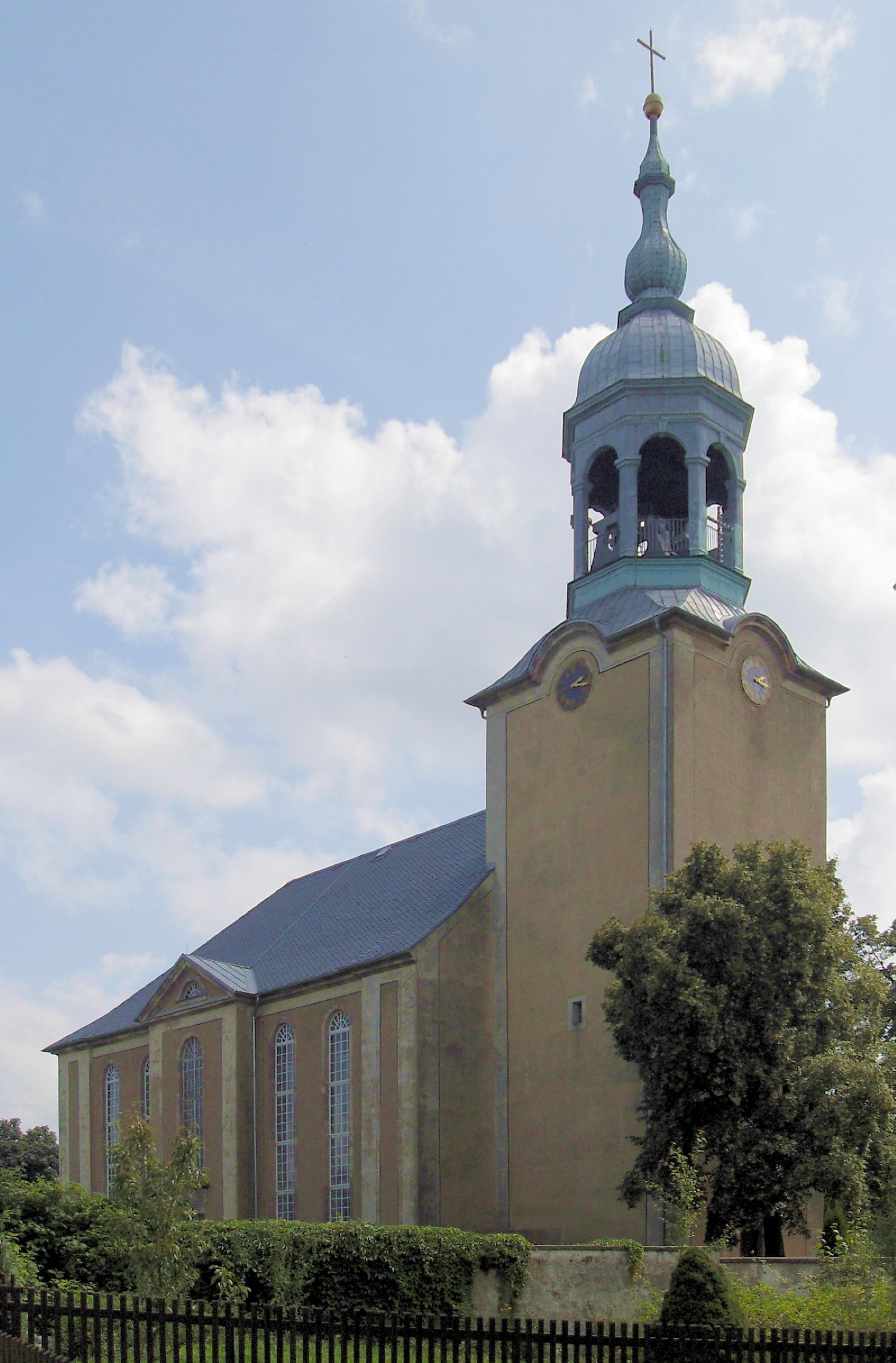
Nordwestseite der Kirche

1378 wurde Großwaltersdorf erstmals urkundlich erwähnt. Das typische Reihendorf mit Waldhufen lag an der Alten Poststraße von Freiberg nach Annaberg. Der Ort war lange Zeit Amtsdorf des Amtes Augustusburg (vormals Schellenberg). Im 18. und 19. Jahrhundert wurde bei Großwaltersdorf im Bergwerk Grüne Tanne Fundgrube Schmirgel abgebaut. Zu den Hauptgewerken der Grube gehörte der Hofgoldschmied Johann Melchior Dinglinger. Albert Schiffner nennt hier 1828 u. a. zwei Mühlen, das Erbgericht mit Gasthof, Schlacht- und Backnahrung als besondere Gebäude und lobt mit den Worten „ueberhaupt sieht man viele starke u. hübsche Güter“ die hiesige Dorfanlage und Landwirtschaft.
Ein großflächiger Brand zerstörte am 16. September 1837 neben dem Pfarr- und Schulgebäude, der Kirche, dem Lehngericht und der Schänke zahlreiche weitere Gebäude des Dorfes.
Es gab ab Ende des 19. Jahrhunderts einzelne Industrieansiedlungen in Großwaltersdorf, unter anderem eine Spinnerei, eine Zigarettenfabrik und holzverarbeitende Betriebe. Begünstigt wurde dies durch den 1916 hergestellten Anschluss an das Eisenbahnnetz, als die Schmalspurbahn Hetzdorf–Eppendorf–Großwaltersdorf durchgängig befahren werden konnte.
Zu Beginn der 1960er Jahre war Großwaltersdorf ein landwirtschaftlich vollgenossenschaftliches Dorf. Nach der politischen Wende änderte sich die landwirtschaftliche Struktur mit der Wiederbelebung einzelner Bauernhöfe und der Gründung der Agrarzuchtgesellschaft mbH, aus der 1995 zwei selbständige Betriebe hervorgingen.
Seit den 1990er Jahren gab es in Großwaltersdorf umfangreiche Baumaßnahmen; unter anderem wurde die zentrale Kläranlage des Ortes errichtet. Am 1. Oktober 1998 wurde die bis dahin selbständige Gemeinde Großwaltersdorf nach Eppendorf eingemeindet.
Eine über hundertjährige Tradition hat die Pferdezucht und der Reitsport in Großwaltersdorf.

### Entwicklung der Einwohnerzahl
| Jahr | Einwohnerzahl                                          |
| ---- | ------------------------------------------------------ |
| 1551 | 38 besessene Mann, 18 Gärtner, 48 Inwohner, 41 ½ Hufen |
| 1764 | 39 besessene Mann, 42 Häusler, 41 ½ Hufen              |
| 1834 | 776                                                    |
| 1871 | 963                                                    |
| 1890 | 1066                                                   |

| Jahr | Einwohnerzahl |
| ---- | ------------- |
| 1910 | 1192          |
| 1925 | 1173          |
| 1939 | 1164          |
| 1946 | 1460          |
| 1950 | 1430          |

| Jahr | Einwohnerzahl |
| ---- | ------------- |
| 1964 | 1237          |
| 1990 | 1166          |
| 1998 | 1094          |
| 2010 | 939           |

## Sehenswürdigkeiten
Die Großwaltersdorfer Kirche wurde 1828/1839 nach Plänen des Architekten Christian Friedrich Uhlig erbaut. Die Orgel der Kirche ist das älteste erhaltene Werk des Orgelbauers Christian Friedrich Göthel (Bauzeit 1839 bis 1841).